# Elisabeth Osl
Elisabeth (Lisi) Osl (* 21. November 1985 in Kirchberg in Tirol, Österreich) ist eine ehemalige österreichische Mountainbike-Rennfahrerin. Sie ist zweifache Olympionikin (2008, 2012) und elffache Staatsmeisterin (innerhalb 2005–2018) im Cross-Country.

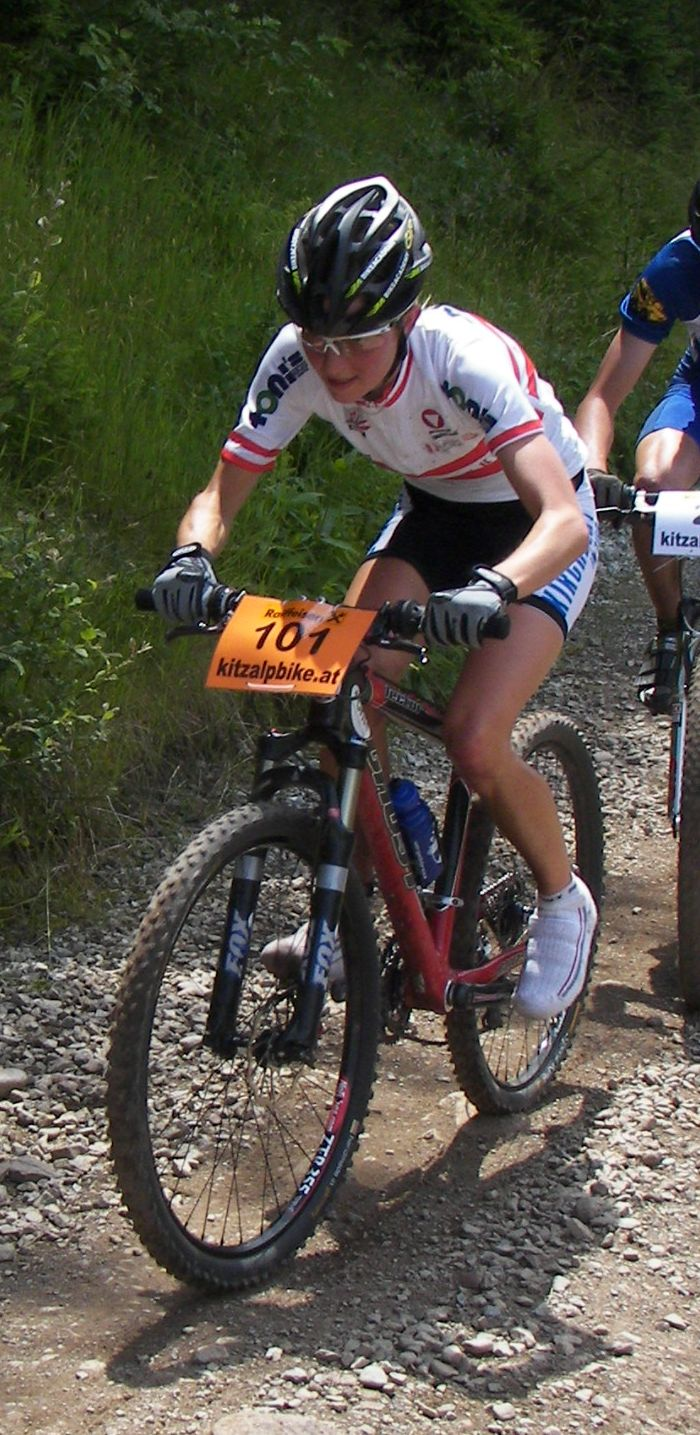
Elisabeth Osl beim „Kitzalpbike“-Festival in Kirchberg in Tirol (2007)

## Laufbahn
Elisabeth Osl wuchs in Kirchberg in Tirol als viertes von fünf Kindern auf und stammt aus einer sportlichen Familie. Vater Philipp bestritt seinerzeit Straßen-Radrennen, die Schwestern Maria und Michaela sind im Mountainbike-Rennsport aktiv.
Elisabeth startete ihre Sportlerlaufbahn 1998 mit der Teilnahme an Hobby-Mountainbikerennen. 2001 kam sie ins österreichische Nationalteam und seit 2001 nahm sie auch erfolgreich an Rennen auf nationalem Niveau teil und gewann mehrere Staatsmeistertitel in der U17-Klasse und 2002 den Junioren-Vizeweltmeistertitel in Kaprun. 
Von Anfang an bis 2008 startete sie für das Kirchberger Mountainbiketeam Tonis Pro Team Kirchberg. Von 2003 bis 2016 war Elisabeth Profisportlerin beim Österreichischen Bundesheer im HLSZ Hochfilzen (Heeressportzentrum). 2005 gewann sie erstmals den nationalen Titel im Cross-Country in der Elite, 2007 die Silbermedaille bei den Europameisterschaften und die Bronzemedaille bei den Weltmeisterschaften jeweils in der U23. In der UCI-Weltrangliste vom 18. Oktober 2007 (2007 UCI Mountain Bike Rankings) lag Elisabeth Osl als zweitbeste Europäerin auf Rang sieben.
Anfang 2008 wechselte Osl zum Team GHOST International. Am 18. Mai 2008 qualifizierte sie sich mit einem neunten Platz bei der Europameisterschaft in St. Wendel für die Olympische Sommerspiele in Peking. Dort kam sie mit 6:28 min Rückstand auf die deutsche Siegerin Sabine Spitz auf Rang elf im Cross-Country. Im selben Jahr errang sie neben dem Titel in Cross-Country auch den Titel im MTB-Marathon, dem sie in der folgenden Saison erfolgreich verteidigte.
Ihren internationalen Durchbruch hatte Osl in der Saison 2009. Sie gewann im Mountainbike-Weltcup drei Rennen im Cross-Country, darunter auch das letzte Saisonrennen im heimischen Schladming mit einer überlegenen Start-Ziel-Fahrt und 1:05 min Vorsprung auf die norwegische Konkurrentin Lene Byberg. Damit ist sie die erste Österreicherin überhaupt, die ein Weltcuprennen für sich entscheiden konnte. Mit dem Sieg in Schladming sicherte sie sich zudem die Weltcup-Gesamtwertung im Cross-Country in der Saison 2009. In den folgenden zwei Jahren gehörte sie weiter zur Weltspitze, ein weiterer Sieg gelang ihr jedoch nicht.
2012 konnte sie sich zusammen mit Karl Markt und Alexander Gehbauer erneut für die Olympische Sommerspiele qualifizieren, in London startete sie am 12. August für Österreich im Cross-Country der Frauen und belegte den 15. Rang. Nach 2012 konnte Osl international nicht mehr an ihre Leistungen anknüpfen. Auf nationaler Ebene gewann sie 2017 in Koppl (Salzburg) erneut den Titel im Cross-Country. Im Juli 2018 konnte sie am Zanzenberg bei Dornbirn im Cross Country ihren Titel aus dem Vorjahr erfolgreich verteidigen und holte sich den insgesamt elften Staatsmeistertitel.
Nach der Saison 2021 beendete Osl ihre Karriere als Radrennfahrerin.

## Auszeichnungen
- 2009 wurde sie im Rahmen der Gala der Sportler des Jahres als Drittplatzierte geehrt.
- 2009 wurde sie zu Österreichs Radsportler des Jahres gewählt (als erst zweite Frau nach Christiane Soeder 2007)
- Zu Ehren von Elisabeth Osl hat der Tourismusverband Kitzbüheler Alpen – Brixental 2011 mit dem „Lisi-Osl-Trail“ eine 2,3 km lange Downhillstrecke auf dem Gaisberg nach ihr benannt. Die am 31. Mai von der Namenspatronin eröffnete Strecke führt von der Bergstation 450 Hm den Gaisberg hinunter. Der Singletrail hat Schwierigkeitsgrad S1–S2 – leicht bis mittel.[3]

## Erfolge
2002

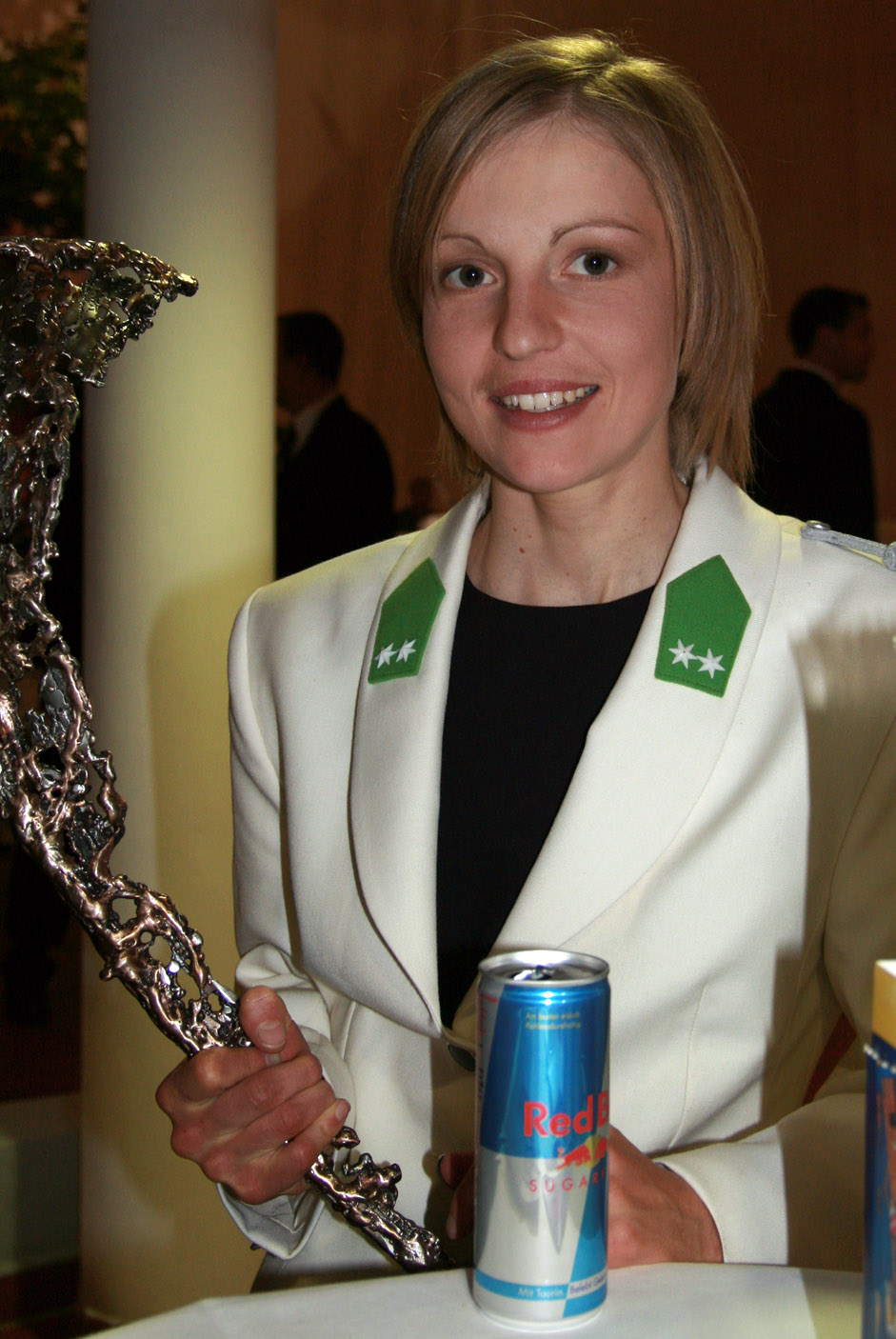
Elisabeth Osl als Korporal bei der Gala zur Ehrung Sportler des Jahres 2009

- Weltmeisterschaften – Cross-Country XCO (Junioren)
- Österreichische Meisterin – Hillclimb

2003
- Österreichische Meisterin – Hillclimb

2005
- Österreichische Meisterin – Cross-Country (XCO)
- Österreichische Meisterin – Hillclimb

2006
- Österreichische Meisterin – Cross-Country (XCO)

2007
- Europameisterschaften – Cross-Country XCO (U23)
- Weltmeisterschaften – Cross-Country XCO (U23)
- Österreichische Meisterin – Cross-Country (XCO)

2008
- Österreichische Meisterin – Cross-Country (XCO)
- Österreichische Meisterin – Marathon (XCM)

2009
- drei Weltcup-Erfolge – Cross-Country
- Weltcup-Gesamtwertung – Cross-Country
- Gesamtwertung Mountainbike-Bundesliga
- Österreichische Meisterin – Cross-Country (XCO)
- Österreichische Meisterin – MTB Marathon (XCM)

2010
- Österreichische Meisterin – Cross-Country (XCO)

2011
- Österreichische Meisterin – Cross-Country (XCO)

2013
- Österreichische Meisterin – Cross-Country (XCO)

2014
- Österreichische Meisterin – Cross-Country (XCO)

2017
- Österreichische Meisterin – Cross-Country (XCO)

2018
- Österreichische Meisterin – Cross-Country (XCO)